# 罗曼·瓦尔托洛梅乌
罗曼·瓦尔托洛梅乌（羅馬尼亞語：Roman Vartolomeu，1950年5月9日—），罗马尼亚男子皮划艇运动员。他曾代表罗马尼亚参加1972年夏季奥林匹克运动会皮划艇比赛，获得一枚银牌。